# Heteropoda mindiptanensis
Heteropoda mindiptanensis är en spindelart som beskrevs av Pater Chrysanthus 1965. Heteropoda mindiptanensis ingår i släktet Heteropoda och familjen jättekrabbspindlar. Inga underarter finns listade i Catalogue of Life.